# NGC 1777
NGC 1777 (другое обозначение — ESO 33-SC1) — рассеянное скопление в созвездии Столовой Горы, расположенное в Большом Магеллановом Облаке.
Этот объект входит в число перечисленных в оригинальной редакции «Нового общего каталога».
В описании Джона Гершеля для NGC 1777 говорится, что к западу от ядра скопления находится двойная звезда, однако она на самом деле расположена к востоку от него. Координаты скопления, указанные в Новом общем каталоге, отличаются от реальных на 1 минуту прямого восхождения, однако объект можно точно идентифицировать, если учесть, что неправильные координаты указывают на пустое пространство.